# Монтањареале
Монтањареале (итал. Montagnareale) је насеље у Италији у округу Месина, региону Сицилија.
Према процени из 2011. у насељу је живело 515 становника. Насеље се налази на надморској висини од 340 м.

## Становништво
Према резултатима пописа становништва 2011. у општини је живело 1.631 становника.
| 1936. | 1951. | 1961. | 1971. | 1981. | 1991. | 2001. | 2011. |
| ----- | ----- | ----- | ----- | ----- | ----- | ----- | ----- |
| 2.746 | 2.779 | 2.474 | 2.065 | 1.926 | 1.841 | 1.787 | 1.631 |